# Bushy Graham
Bushy Graham, de son vrai nom Angelo Geraci, est un boxeur américain né le 18 juin 1903 à Utica, État de New York, et mort le 5 août 1982.

## Carrière
Passé professionnel en 1921, il remporte le titre vacant de champion du monde des poids coqs en battant aux points Corporal Izzy Schwartz le 23 mai 1928, titre qu’il ne remettra pas en jeu. Il met un terme à sa carrière en 1937 sur un bilan de 108 victoires, 21 défaites et 9 matchs nuls.